# Mathieu Lopez

a Compétitions nationales et continentales officielles uniquement.

b Matchs officiels uniquement.
Dernière mise à jour le 7 avril 2020.
Mathieu Lopez, né le 23 août 1982, est un joueur international espagnol de rugby à XV évoluant au poste de demi de mêlée.